# Flujo multifásico

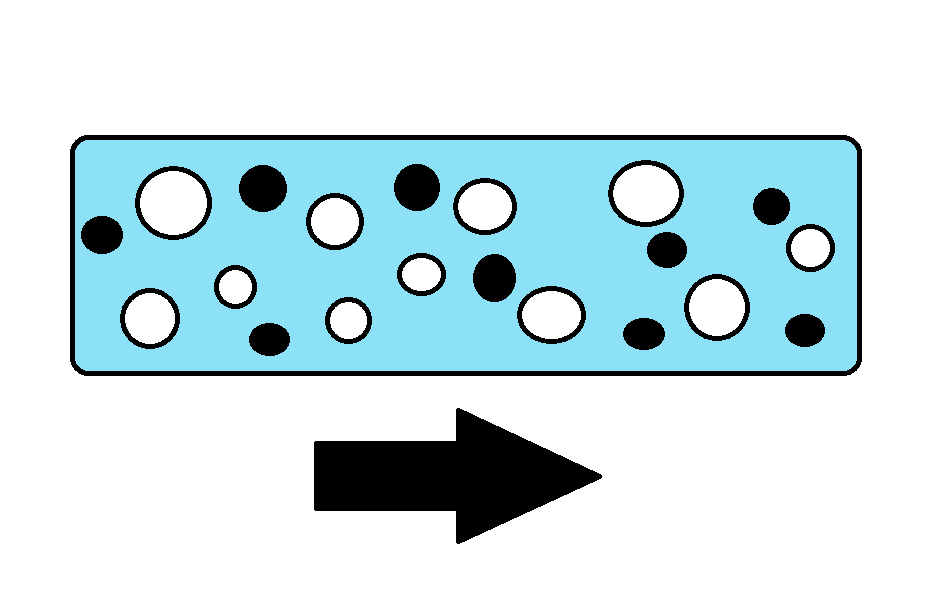
Esquema del flujo multifásico en una tubería de petróleo, donde la fase continua es el líquido (azul) que transporta partículas más pequeñas. El gas (blanco) y las partículas de petróleo (negro) se encuentran en una fase dispersa.

En mecánica de fluidos, el «flujo multifásico» es el flujo simultáneo de materiales con dos o más fases termodinámicas.  Prácticamente todas las tecnologías de procesamiento, desde las bombas cavitantes y las turbinas hasta la fabricación de papel y la construcción de plásticos, implican algún tipo de flujo multifásico. También es frecuente en muchos fenómenos naturales.
Estas fases pueden consistir en un componente químico (por ejemplo, flujo de agua y vapor de agua) o en varios componentes químicos diferentes (por ejemplo, flujo de aceite y agua). Una fase se clasifica como «continua» si ocupa una región del espacio continuamente conectada (en contraposición a «dispersa», si la fase ocupa regiones del espacio desconectadas). La fase continua puede ser gaseosa o líquida. La fase dispersa puede consistir en un sólido, un líquido o un gas.
Se pueden identificar dos topologías generales: flujos «dispersos» y flujos «separados». Los primeros consisten en partículas finitas, gotas o burbujas distribuidas dentro de una fase continua, mientras que los segundos consisten en dos o más corrientes continuas de fluidos separadas por interfaces.

## Historia
El estudio del flujo multifásico está estrechamente relacionado con el desarrollo de la mecánica de fluidos y la termodinámica. Uno de los primeros descubrimientos clave fue realizado por Arquímedes de Siracusa (250 a. C.), quien postuló las leyes de la flotabilidad, que se conocieron como el principio de Arquímedes , que se utiliza en la modelización del flujo multifásico.
A mediados del siglo XX, se desarrollaron avances en la ebullición nucleada y se crearon los dos primeros modelos de caída de presión en dos fases, principalmente para las industrias químicas y de procesos. En particular, Lockhart y Martinelli (1949) presentó un modelo para la caída de presión por fricción en un flujo bifásico separado horizontal, introduciendo un parámetro que todavía se utiliza hoy en día. Entre 1950 y 1960, el intenso trabajo en los sectores aeroespacial y nuclear impulsó nuevos estudios sobre el flujo bifásico. En 1958, el científico soviético Teletov llevó a cabo uno de los primeros estudios sistemáticos sobre el flujo bifásico.  Baker (1965) realizó estudios sobre los regímenes de flujo vertical.
Desde la década de 1970, el flujo multifásico, especialmente en el contexto de la industria petrolera, ha sido objeto de numerosos estudios debido a la creciente dependencia del petróleo por parte de la economía mundial.
En la década de 1980 se avanzó en la modelización del flujo multifásico mediante la modelización de patrones de flujo para diferentes inclinaciones y diámetros de tuberías y diferentes presiones y caudales. Los avances en la potencia informática en la década de 1990 permitieron técnicas de modelización cada vez más complejas para modelizar el flujo multifásico, y los flujos que antes se limitaban a problemas unidimensionales pudieron trasladarse a modelos tridimensionales.
En la década de 1990 aparecieron proyectos para desarrollar la tecnología de medición de flujo multifásico (MFM), utilizada para medir la velocidad del flujo de cada fase. El impulso detrás de esta tecnología fue la previsión de una disminución de la producción de los principales yacimientos petrolíferos del Mar del Norte. Entre las empresas petroleras que crearon los primeros prototipos se encontraban BP y Texaco. En la actualidad, los MFMS se han generalizado y son la principal solución de medición para el desarrollo de nuevos yacimientos.

## Ejemplos y aplicaciones
El flujo multifásico se produce habitualmente en muchos fenómenos naturales, está bien documentado y es crucial en diversas industrias.

### En la naturaleza
El transporte de sedimentos en los ríos está sujeto a un flujo multifásico, en el que las partículas en suspensión se tratan como una segunda fase dispersa que interactúa con la fase fluida continua.
Un ejemplo de flujo multifásico a menor escala sería el que se produce dentro de estructuras porosas. Modelización de la estructura porosa permite utilizar la ley de Darcy para calcular el caudal volumétrico a través de medios porosos, como el flujo de agua subterránea a través de la roca. Otros ejemplos se encuentran en el interior de los organismos vivos, como el flujo sanguíneo (en el que el plasma es la fase líquida y los glóbulos rojos constituyen la fase sólida). También fluye dentro del tracto intestinal del cuerpo humano, con partículas sólidas de alimentos y agua fluyendo simultáneamente.

### En la industria
La gran mayoría de las tecnologías de procesamiento implican flujos multifásicos. Un ejemplo común de flujo multifásico en la industria es el lecho fluidizado. Este dispositivo combina una mezcla sólida y líquida y hace que se mueva como un fluido. Otros ejemplos son la electrólisis del agua, flujo burbujeante en reactores nucleares, flujo de partículas de gas en reactores de combustión y flujos de suspensión de fibras en la industria de la pulpa y el papel.
En las industrias del petróleo y el gas, el flujo multifásico suele implicar el flujo simultáneo de petróleo, agua y gas. El término también es aplicable a las propiedades de un flujo en algunos campos en los que se produce una inyección química o se utilizan diversos tipos de inhibidores. En ingeniería petrolera, el fluido de perforación está compuesto por una fase gaseosa y otra sólida. Además, el petróleo crudo que fluye por las tuberías es un flujo trifásico de gas, petróleo y agua.

## Tipos
La clase más común de flujos multifásicos son los flujos bifásicos, que incluyen el flujo gas-líquido, el flujo gas-sólido, el flujo líquido-líquido y el flujo líquido-sólido. Estos flujos son los más estudiados y los que más interés suscitan en el contexto industrial. Los diferentes patrones de flujo multifásico se conocen como regímenes de flujo.
Flujo bifásico|

### Flujo bifásico líquido-gas en tuberías

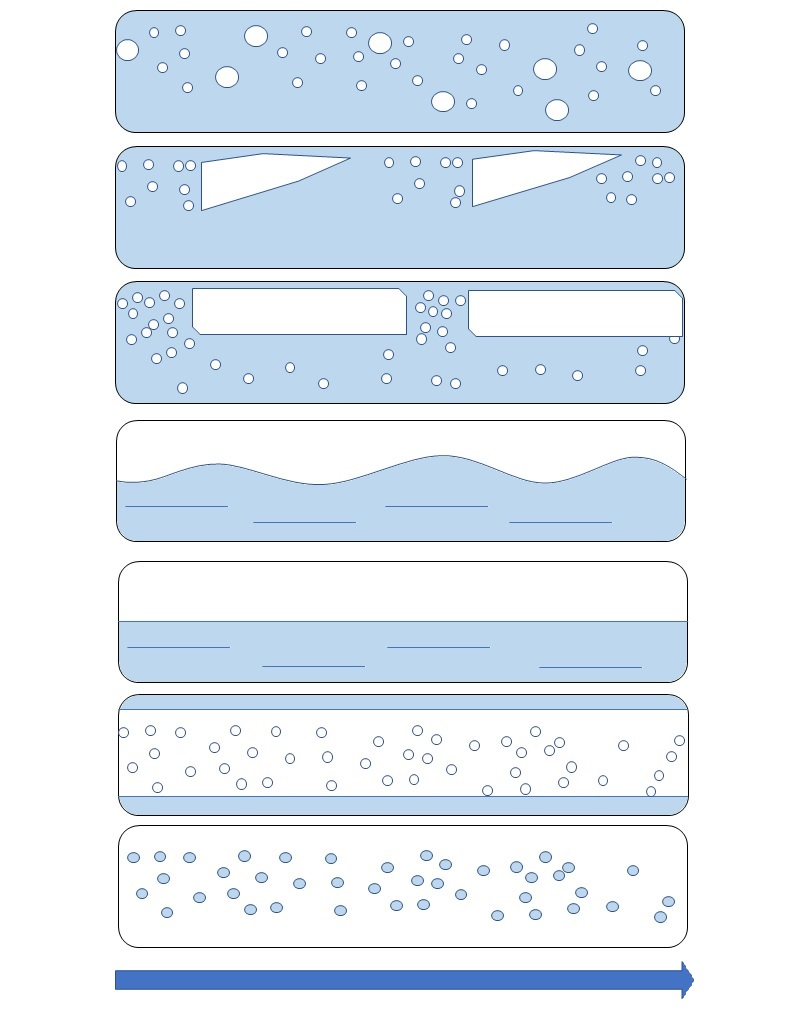
Regímenes de flujo horizontal de arriba abajo: flujo de burbujas, flujo de tapón, flujo de slug, flujo ondulado, flujo estratificado, flujo anular y flujo de niebla

Los patrones de flujo en las tuberías están determinados por el diámetro de la tubería, las propiedades físicas de los fluidos y sus caudales. A medida que aumentan la velocidad y la relación gas-líquido, el «flujo de burbujas» se transforma en «flujo de niebla». A altas relaciones líquido-gas, el líquido forma la fase continua y a valores bajos forma la fase dispersa. En el tapón y el flujo de slug, el gas fluye más rápido que el líquido y este forma un «slug» que se desprende y la velocidad disminuye hasta que el siguiente slug de líquido lo alcanza.
| Régimen                              | Descripción |
| ------------------------------------ | --- |
| Burbujas/Dispersas flujo de burbujas | Se produce a grandes caudales de líquido con poco flujo de gas. Burbujas de gas dispersas o suspendidas en toda la fase líquida continua. Las características típicas de este flujo son las interfaces móviles y deformadas de las burbujas en los dominios temporal y espacial y las complejas interacciones entre las interfaces. Este flujo se puede clasificar además en idealmente separado, burbujas interactuantes, turbulento agitado y agrupado. Debido a la fuerza de flotación, las burbujas tienden a desplazarse hacia la parte superior de la tubería. |
| Flujo en tapón                       | Se desarrolla a medida que aumenta el caudal, mientras que el flujo de vapor se mantiene en una cantidad baja. Tapones de gas en fase líquida, donde se supone que la velocidad es constante, mientras que los «tapones», que son esencialmente burbujas de gas con forma de bala que cubren la sección transversal de la tubería, fluyen de forma intermitente a través de la tubería en la parte superior de la misma debido a las fuerzas de flotación. |
| Flujo estratificado                  | Flujo de gases y líquidos en el que existe una separación por una interfaz. Esto ocurre cuando predomina la fuerza de la gravedad, lo que provoca la estratificación del líquido en el fondo de la tubería. Es más común en tuberías horizontales o ligeramente inclinadas. A bajas velocidades, se producen interfaces lisas, mientras que a velocidades más altas aparecen ondas. |
| Flujo ondulado                       | Se caracteriza por flujos de gas y líquido en corrientes paralelas, la interfaz entre ellos es plana a bajas velocidades del gas, y aparecen ondas debido a perturbaciones cuando aumenta la velocidad. Un ejemplo serían las olas del mar. |
| Flujo de slug                        | Definido por la secuencia intermitente de «slugs» de líquido que contienen burbujas de gas dispersas que se alternan con burbujas más largas y de mayor anchura. Régimen de flujo inestable incluso cuando las velocidades se mantienen constantes. |
| Flujo anular                         | Se produce cuando una película de líquido en un flujo gas-líquido cubre la pared del canal en forma de anillo con gas fluyendo en el núcleo. El núcleo también puede contener gotas de líquido, en cuyo caso se conoce como flujo anular disperso. |
| Niebla/Dispersa flujo de niebla      | Se produce a caudales de gas muy elevados. Se caracteriza por una fase dispersa suspendida en una fase continua. En el caso del flujo gas-líquido, se produce cuando las partículas líquidas están suspendidas en una fase gaseosa continua. |

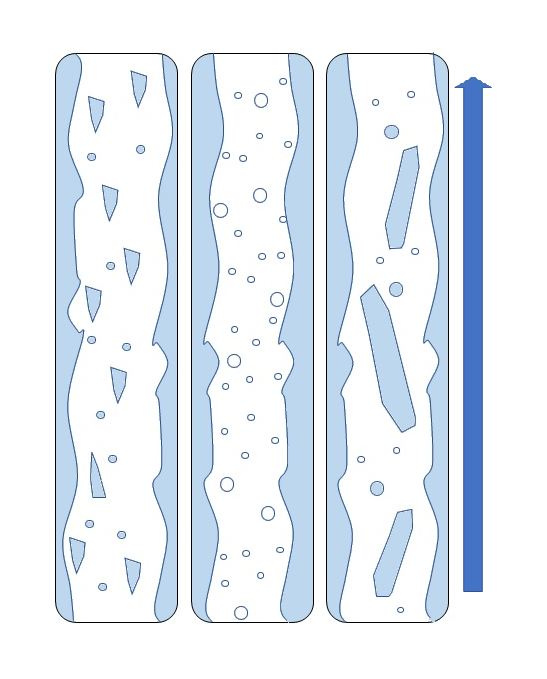
Regímenes de flujo vertical comunes: de izquierda a derecha: flujo de agitación, flujo anular y flujo anular tenue

En el «flujo vertical» existe simetría axial y los patrones de flujo son más estables. Sin embargo, en lo que respecta al flujo de slug, en este régimen pueden producirse oscilaciones. Aquí se pueden aplicar regímenes de flujo horizontal, pero observamos una distribución más uniforme de las partículas debido a la fuerza de flotabilidad que actúa en la dirección de la tubería.
El flujo agitado se produce cuando se rompe el flujo de slug, lo que da lugar a un régimen inestable en el que se produce un movimiento oscilatorio del líquido.
El flujo anular tenue se caracteriza por las «brizas» de líquido que existen en el régimen de flujo anular. Se presume que se debe a la coalescencia de la gran concentración de gotas contenidas en la película de líquido que recubre la tubería. Este régimen se produce con flujos másicos elevados.

### Flujo líquido-sólido
El transporte hidráulico consiste en flujos en los que las partículas sólidas se dispersan en una fase líquida continua. A menudo se denominan flujos de lodos. Entre sus aplicaciones se incluyen el transporte de carbón y minerales y el flujo de lodo.
Las suspensiones se clasifican en los siguientes grupos: «suspensiones finas», en las que las partículas se distribuyen uniformemente dentro del líquido, y «suspensiones gruesas», en las que las partículas tienden a desplazarse predominantemente en la mitad inferior de una tubería horizontal a una velocidad inferior a la del líquido y significativamente inferior a la del líquido en una tubería vertical.

### Flujo gas-sólido en tuberías
El flujo bifásico gas-sólido está muy presente en la ingeniería química, ingeniería energética e ingeniería metalúrgica. Con el fin de reducir la contaminación atmosférica y la erosión de las tuberías, mejorar la calidad de los productos y la eficiencia de los procesos, la medición de los parámetros de flujo de dos fases mediante transporte neumático (utilizando gas a presión para inducir el flujo) está cada vez más extendida.
| Régimen                      | Descripción |
| ---------------------------- | --- |
| Flujo suspendido uniforme    | Las partículas se distribuyen uniformemente a lo largo de toda la sección transversal de la tubería. |
| Flujo suspendido no uniforme | El flujo es similar al descrito anteriormente, pero las partículas tienden a fluir preferentemente en la parte inferior de la tubería, lo que ocurre especialmente con las partículas más grandes. |
| Flujo en tapones             | A medida que las partículas entran en la línea de transporte, tienden a sedimentarse antes de acelerarse por completo. Forman dunas que luego son arrastradas río abajo, creando una distribución longitudinal desigual de las partículas a lo largo de la tubería.                                                                                           |
| Flujo en dunas               | A medida que las partículas se depositan en dunas, como se ha indicado anteriormente, estas permanecen estacionarias y las partículas se transportan por encima de ellas y son arrastradas de una duna a otra. |
| Lecho móvil                  | Las partículas se depositan cerca del punto de alimentación y forman un lecho continuo en el fondo de la tubería. El lecho se desarrolla gradualmente a lo largo de la tubería y se desplaza lentamente hacia adelante. Existe un gradiente de velocidad en dirección vertical en el lecho y el transporte continúa en forma suspendida por encima del mismo. |
| Lecho estacionario           | Similar al lecho móvil, sin embargo, hay poco o ningún movimiento de partículas en el lecho. El lecho se acumula hasta que la tubería puede bloquearse si la velocidad es lo suficientemente baja. |
| Flujo de tapón               | Tras el flujo de tapón, las partículas, en lugar de formar dunas estacionarias, se acumulan gradualmente a lo largo de la sección transversal hasta provocar un bloqueo, aunque esto es menos común que el flujo de dunas. |

### Tres fases y más
Los flujos trifásicos también tienen importancia práctica, y algunos ejemplos son los siguientes:
1. «Flujos gas-líquido-sólido»: este tipo de sistema se da en reactores químicos de lecho fluidizado bifásico y de elevación por gas, en los que se promueve una reacción gas-líquido mediante partículas de catalizador sólido suspendidas en la mezcla. Otro ejemplo es la flotación por espuma como método para separar minerales y llevar a cabo reacciones gas-líquido en presencia de un catalizador[8]
2. «Flujos trifásicos, gas-líquido-líquido»: las mezclas de vapores y dos fases líquidas inmiscibles son comunes en las plantas de ingeniería química. Ejemplos de ello son los flujos de gas-aceite-agua en los sistemas de recuperación de petróleo y los flujos de condensado-vapor inmiscibles en los sistemas de condensación de vapor/hidrocarburos.[19] Otros ejemplos son el flujo de petróleo, agua y gas natural. Estos flujos pueden producirse en la condensación o evaporación de mezclas líquidas (por ejemplo, la condensación o evaporación de vapor o hidrocarburos[8]
3. «Flujos sólido-líquido-líquido»: Un ejemplo es la mezcla de arena con aceite y agua en una tubería[8]

Los flujos multifásicos no se limitan a solo tres fases. Un ejemplo de sistema de «flujo de cuatro fases» sería el de la cristalización por congelación por contacto directo, en el que, por ejemplo, se inyecta butano líquido en una solución a partir de la cual se van a formar los cristales, y la congelación se produce como resultado de la evaporación del butano líquido. En este caso, las cuatro fases son, respectivamente, butano líquido, vapor de butano, fase soluta y fase cristalina (sólida).

## Características

### Modelización
Debido a la presencia de múltiples fases, existen complicaciones considerables a la hora de describir y cuantificar la naturaleza del flujo en comparación con las condiciones de un flujo monofásico. La distribución de la velocidad es difícil de calcular debido a la falta de conocimiento de las velocidades de cada fase en un punto determinado.
Hay varias formas de modelar el flujo multifásico, incluido el método de Euler-Langrange, en el que la fase fluida se trata como un continuo resolviendo las ecuaciones de Navier-Stokes. La fase dispersa se resuelve mediante el seguimiento de un gran número de partículas dispersas, burbujas o gotas. La fase dispersa puede intercambiar momento, masa y energía con la fase fluida.
El flujo bifásico Euler-Euler se caracteriza por la ecuación de conservación de la masa promediada por volumen para cada fase. En este modelo, la fase dispersa y la fase continua se tratan como fluidos. Se introduce el concepto de fracción de volumen para cada fase, que se analiza en la sección de parámetros más adelante.
El método más sencillo para clasificar los flujos multifásicos continuos es considerar cada fase de forma independiente. Este concepto se conoce como modelo de flujo homogéneo, propuesto por primera vez por científicos soviéticos en la década de 1960. Las hipótesis de este modelo son las siguientes:
- La velocidad de la fase gaseosa es igual a la velocidad de la fase líquida.
- El medio bifásico se encuentra en equilibrio termodinámico[10]

### Parámetros
Para el flujo multifásico en tuberías, el caudal másico de cada fase se puede determinar utilizando la ecuación:
{\displaystyle G={\dot {m}}=\lim \limits _{\Delta t\rightarrow 0}{\frac {\Delta m}{\Delta t}}={\frac {{\rm {d}}m}{{\rm {d}}t}}}
Donde {\displaystyle \ G} = caudal másico de una sola fase, Δ = cambio en la cantidad, m = masa de esa fase, t = tiempo y el punto sobre m es una derivada temporal.
El caudal volumétrico se puede describir mediante la siguiente ecuación:
{\displaystyle Q={\dot {V}}=\lim \limits _{\Delta t\rightarrow 0}{\frac {\Delta V}{\Delta t}}={\frac {\mathrm {d} V}{\mathrm {d} t}}}
Donde Q = caudal volumétrico de una sola fase, V = volumen.
Las variables indicadas anteriormente pueden introducirse en los siguientes parámetros, que son importantes para describir el flujo multifásico. En el flujo multifásico de sondeos geotécnicos, el caudal másico, la fracción volumétrica y la velocidad de cada fase son parámetros importantes.
| Parámetro             | Ecuación | Descripción |
| --------------------- | --- | --- |
| Caudal másico         | {\displaystyle G=G_{g}+G_{l}+G_{s}} | Caudal másico es la masa de fluido que pasa por la sección transversal por unidad de tiempo. Donde G = caudal másico, g = gas, l = líquido y s = sólido. |
| Caudal volumétrico    | {\displaystyle Q=Q_{g}+Q_{l}+Q_{s}} | El caudal volumétrico, definido como el volumen de fluido que pasa por un área transversal por unidad de tiempo: |
| Fracción másica       | {\displaystyle x_{i}=\lim \limits _{\delta V\rightarrow V^{o}}{\frac {\Delta G_{i}}{\Delta G}}={\frac {G_{i}}{G_{g}+G_{l}+G_{s}}}}      | Donde Gi es el caudal másico de la fase líquida, sólida o gaseosa. Se define como la relación entre la masa de una fase y la masa total de la mezcla que pasa por la sección transversal por unidad de tiempo. |
| Fracción volumétrica  | {\displaystyle \beta _{i}=\lim \limits _{\delta V\rightarrow V^{o}}{\frac {\Delta Q_{i}}{\Delta Q}}={\frac {Q_{i}}{Q_{g}+Q_{l}+Q_{s}}}} | Donde Qi es el caudal volumétrico de la fase líquida, sólida o gaseosa. Q es el caudal volumétrico total. La fracción de volumen se define como la relación entre el volumen de una fase y el volumen total de la mezcla que pasa por la sección transversal por unidad de tiempo.                                       |
| Velocidad superficial | {\displaystyle s_{g}={\frac {Q_{g}}{A}}} {\displaystyle s_{l}={\frac {Q_{l}}{A}}} {\displaystyle s_{s}={\frac {Q_{s}}{A}}}              | Donde {\displaystyle s_{g}=} velocidad superficial de la fase gaseosa (m/s), {\displaystyle s_{l}=}velocidad de la fase líquida y {\displaystyle s_{s}=}velocidad de la fase sólida. La velocidad superficial es una velocidad hipotética en la que se supone que una fase ocupa toda el área de la sección transversal. |
| Velocidad real        | {\displaystyle v_{g}={\frac {Q_{g}}{A_{g}}}} {\displaystyle v_{l}={\frac {Q_{l}}{A_{l}}}} {\displaystyle v_{s}={\frac {Q_{s}}{A_{s}}}}  | Donde {\displaystyle v_{g}=} velocidad real de la fase gaseosa (m/s), {\displaystyle v_{l}=}velocidad de la fase líquida y {\displaystyle v_{s}=}velocidad de la fase sólida. |

Se considera que un flujo a través de un conducto de área transversal constante se encuentra en condiciones de estado estacionario cuando su velocidad y presión pueden variar de un punto a otro, pero no cambian con el tiempo. Si estas condiciones varían con el tiempo, el flujo se denomina «transitorio». La fase gaseosa suele fluir a una velocidad mayor que la fase líquida, debido a su menor densidad y viscosidad.

### Fuerzas fundamentales en el flujo multifásico
El caudal volumétrico y el movimiento de los fluidos, en general, están impulsados por diferentes fuerzas que actúan sobre los elementos lineales del fluido. Hay cinco fuerzas que afectan al caudal, cada una de las cuales se puede clasificar en tres tipos diferentes: lineales, superficiales y volumétricas.
Consideremos un elemento lineal de longitud L sobre Las fuerzas volumétricas actúan sobre un elemento de forma proporcional al volumen ({\displaystyle V\propto L^{3}}). Las fuerzas superficiales actúan sobre los elementos de forma proporcional al tamaño del área ({\displaystyle A\propto L^{2}}) y las fuerzas lineales actúan sobre elementos curvos unidimensionales ({\displaystyle \zeta \propto L}):
| Fuerza       | Tipo       | Magnitud de la fuerza                                 | Magnitud de la fuerza por unidad de volumen   |
| ------------ | ---------- | ----------------------------------------------------- | --------------------------------------------- |
| Presión      | Superficie | {\displaystyle F_{p}\propto \mathrm {A} \Delta P}     | {\displaystyle f_{P}\propto \Delta PL^{-1}}   |
| Inercia      | Volumen    | {\displaystyle F_{I}\propto V\Delta \rho U^{2}L^{-1}} | {\displaystyle f_{I}\propto \rho U^{2}L^{-1}} |
| Viscoso      | Superficie | {\displaystyle F_{V}\propto \mathrm {A} \mu UL^{-1}}  | {\displaystyle f_{V}\propto \mu UL^{-2}}      |
| Flotabilidad | Volumen    | {\displaystyle F_{B}\propto \ Vg\Delta \rho }         | {\displaystyle f_{B}\propto g\Delta \rho }    |
| Superficie   | Línea      | {\displaystyle F_{S}\propto \ L\sigma }               | {\displaystyle f_{S}\propto \sigma L^{-2}}    |

Donde P = presión, ρ = densidad de masa, Δ = cambio en la cantidad, σ = tensión superficial, μ = viscosidad dinámica, A = área g = aceleración debida a la gravedad, L = dimensión lineal, V = volumen, U = velocidad de la fase continua.
La fuerza de presión actúa sobre un área o elementos superficiales y acelera el fluido en la dirección descendente del gradiente de presión. La diferencia de presión entre el inicio y el final del gradiente de presión se conoce como caída de presión. La ecuación de Darcy-Weisbach se puede utilizar para calcular la caída de presión en un canal.
La fuerza viscosa actúa sobre una superficie o elemento de área y tiende a uniformar el flujo al disminuir las diferencias de velocidad entre las fases, oponiéndose eficazmente al flujo y reduciendo el caudal. Esto se hace evidente al comparar mezclas de aceites de alta viscosidad con mezclas de baja viscosidad, en las que el aceite de mayor viscosidad se mueve más lentamente.
La fuerza de inercia es una fuerza volumétrica que mantiene la dirección y la magnitud del movimiento. Es equivalente a la magnitud de la masa del elemento multiplicada por su aceleración. La aceleración se define en este caso como {\displaystyle U^{2}L^{-1}}, debido a que la dimensión lineal L es proporcional al tiempo. Las fuerzas de inercia más altas provocan turbulencias, mientras que una inercia más baja da lugar a un flujo laminar.
La fuerza de flotabilidad representa la acción neta de la gravedad cuando la densidad no es uniforme. La fuerza de tensión superficial actúa sobre un elemento lineal o curvo y minimiza el área de la interfaz; esta fuerza es específica de los flujos gas-líquido o líquido-líquido.

#### Relaciones adimensionales clave

Una calle de vórtices alrededor de un cilindro que puede producirse en un flujo multifásico. Esto ocurre con un número de Reynolds entre 40 y 1000, independientemente del tamaño del cilindro, la velocidad del fluido y el fluido.

A partir de las fuerzas que se muestran en la tabla anterior, se pueden derivar cinco cantidades adimensionales independientes, cuyas relaciones proporcionan información sobre cómo se comportará el flujo multifásico:
El Número de Reynolds. Este número predice si el flujo en cada fase es turbulento o laminar.
{\displaystyle \mathrm {Re} ={\frac {F_{I}}{F_{V}}}={\frac {f_{I}}{f_{V}}}={\frac {\rho \ LU}{\mu }}}
A números de Reynolds bajos, el flujo tiende a ser laminar, mientras que a números altos se produce turbulencia debido a las diferencias en la velocidad del fluido.
En general, el flujo laminar se produce cuando Re < 2300 y el flujo turbulento se produce cuando Re >4000. En el intervalo, son posibles tanto los flujos laminares como los turbulentos, y se denominan flujos de transición. Este número depende de la geometría del flujo.
En una mezcla de aceite y agua que fluye a alta velocidad, lo más habitual es que se forme un flujo de tipo burbuja dispersa. El flujo turbulento consiste en remolinos de diferentes tamaños. Los remolinos que son más grandes que las gotas transportan estas gotas a través del campo de flujo. Los remolinos, que son más pequeños o iguales al tamaño de las gotas, provocan la deformación y la ruptura de las gotas. Se puede considerar que los remolinos chocan con las gotas y las rompen si tienen suficiente energía para superar las fuerzas internas de las gotas.
Al mismo tiempo, el flujo turbulento induce la interacción entre gotas, lo cual es importante para el mecanismo de coalescencia. Cuando dos gotas chocan, esto puede dar lugar a la coalescencia, lo que da como resultado gotas de mayor tamaño.
El número de Euler describe la relación entre la presión y las fuerzas inerciales.
{\displaystyle \mathrm {Eu} ={\frac {F_{P}}{F_{I}}}={\frac {f_{P}}{f_{I}}}={\frac {\Delta \ p}{\ \rho U^{2}}}}
Se utiliza para caracterizar las pérdidas de energía en el flujo. Un flujo completamente sin fricción se representa con un número de Euler igual a 1.[cita requerida] Este número es importante cuando la fuerza de presión es dominante. Algunos ejemplos son el flujo a través de tuberías, el flujo sobre cuerpos sumergidos y el flujo de agua a través de orificios.
El número de Froude es la relación entre la inercia y la gravedad.
{\displaystyle \mathrm {Fr} ={\frac {F_{I}}{F_{G}}}={\frac {f_{I}}{f_{G}}}={\frac {U^{2}}{gL}}}
Cuando Fr < 1, las ondas superficiales pequeñas se mueven río arriba, cuando Fr > 1 se transportan río abajo y cuando Fr = 0 la velocidad es igual a la de las ondas superficiales. Este número es relevante cuando la fuerza gravitatoria es predominante en el movimiento del fluido. Por ejemplo, flujo en canales abiertos, movimiento de las olas en el océano, fuerzas sobre los pilares de puentes y estructuras marítimas.[cita requerida]
El número de Eötvös define la relación entre la flotabilidad y las fuerzas de tensión superficial.
{\displaystyle \mathrm {Eo} ={\frac {F_{B}}{F_{S}}}={\frac {f_{B}}{f_{S}}}={\frac {\Delta \rho gL^{2}}{\sigma }}}
Un valor alto de este número indica que el sistema no se ve relativamente afectado por los efectos de la tensión superficial. Un valor bajo indica que la tensión superficial es dominante.
El número de Weber determina la relación entre la fuerza inercial y la tensión superficial.
{\displaystyle \mathrm {We} ={\frac {F_{I}}{F_{S}}}={\frac {f_{I}}{f_{S}}}={\frac {\rho LU^{2}}{\sigma }}}
También determina el tamaño de las gotas de la fase dispersa. Este número se utiliza ampliamente en los mapas de regímenes de flujo. La influencia del diámetro de la tubería se comprende bien a través del número de Weber.
Se pueden identificar tres regímenes diferentes suponiendo que la gravedad es insignificante o que se encuentra dentro de un entorno de microgravedad:
1. Régimen dominado por la tensión superficial con flujo de burbujas y de slug. (We<1)
2. Régimen dominado por la inercia con flujo anular. (We>20)
3. Régimen de transición con flujo anular espumoso.

La transición del flujo anular espumoso al flujo anular completamente desarrollado se produce cuando We = 20.[cita requerida]
El número capilar se puede definir utilizando el número de Weber y el número de Reynolds. Es la importancia relativa de las fuerzas viscosas en relación con las fuerzas superficiales.
{\displaystyle \mathrm {Ca} ={\frac {F_{V}}{F_{S}}}={\frac {f_{V}}{f_{S}}}={\frac {\mu U}{\sigma }}={\frac {We}{Re}}}
En los flujos de microcanales, el número capilar desempeña un papel fundamental, ya que tanto la tensión superficial como las fuerzas viscosas son importantes.
En las operaciones de recuperación mejorada de petróleo, el número capilar es un número importante a tener en cuenta. Cuanto mayor es el número capilar, predominan las fuerzas viscosas y se reduce el efecto de la tensión interfacial entre los fluidos en los poros de la roca, lo que aumenta la recuperación. En condiciones típicas de yacimiento, el número capilar varía entre 10−8 y 10−2.